# Lorenza e il Commissario
Lorenza e il commissario è un libro giallo di Davide Camarrone pubblicato da Sellerio come esordio romanzesco dell'autore.

## Trama
Lorenza è una squillo d'alto bordo che vive a Roma ma ha origini siciliane. Tra la sua selezionata clientela c'è un brillante avvocato palermitano che viene ucciso pochi minuti prima che lei lo raggiunga per l'appuntamento fissato.
Nonostante sia evidentemente innocente si ritroverà addosso la polizia ed i servizi segreti di vari paesi; scoprirà di essere in possesso di un documento che potrebbe modificare gli equilibri politici d'Europa ed al suo fianco avrà come unico alleato il commissario Giuliano Paternò.